# Бейлин, Павел Ефимович
Бейлин Павел Ефимович (псевдоним Б. Ефимов; 25 февраля [10 марта] 1910, Кривой Рог, Херсонская губерния — 29 августа 1988, Киев) — советский писатель-прозаик и публицист, врач-хирург, кандидат медицинских наук.

## Биография
Родился 25 февраля (10 марта) 1910 года в местечке Кривой Рог Херсонской губернии (ныне в Днепропетровской области) в семье врача.
Печататься начал в 1927 году в криворожской газете «Красный горняк», где выходили его стихи и очерки. В 1932 году в украинских газетах и журналах появились первые рассказы и очерки Павла Бейлина, в 1934 году вышла первая книга «Новеллы», в этом же году он стал членом Союза писателей СССР. Как военный врач принимал участие в войне с белофиннами на Карельском перешейке. В 1938 году окончил Киевский медицинский институт, по окончании которого был оставлен на научной работе и защитил кандидатскую диссертацию, кандидат медицинских наук.
22 июня 1941 года добровольно ушёл на фронт Великой Отечественной войны, майор медслужбы. Член ВКП(б) с 1942 года. В качестве ведущего хирурга полевого подвижного госпиталя принимал участие в освобождении Украины, Белоруссии, Польши, в заключительных боях на территории Германии.

Вместе с 3-й армией хирург прошёл весь героический путь от Мценска до стен Берлина и далее до Бранденбурга. Время от времени я посещал госпиталь и всегда был рад пожать руку человеку, о котором с такой теплотой говорили воины.
— Генерал армии А. Горбатов, Герой Советского Союза
Был военным хирургом, работал в прессе. Свою литературную деятельность Павел Бейлин сочетал с практической работой врача — в 1960—1970-х годах был научным руководителем Киевской больницы № 1.
Умер 29 августа 1988 года в Киеве, где и похоронен на Берковецком кладбище.

## Награды
- орден Красной Звезды (27.03.1943)[3];
- орден Отечественной войны 2-й степени (24.05.1944)[4];
- орден Отечественной войны 1-й степени (14.04.1945)[5];
- орден Отечественной войны 1-й степени (06.04.1985)[6];
- орден Красной Звезды;
- орден «Знак Почёта»;
- Почётная грамота Президиума Верховного Совета УССР;
- медали.

## Память
- Памятная доска на фасаде дома № 2 по улице Коцюбинского в Киеве, где жил и работал Павел Ефимович в 1957—1988 годах — открыта в 1990 году, бронза, горельеф, скульптор Медведев В. Л., архитектор Куприй П. П.